# Wasterkingen
Wasterkingen é uma comuna da Suíça, situada no distrito de Bülach, no cantão de Zurique. Tem 3,96 km² de área e sua população em 2018 foi estimada em 560 habitantes.